# Harrisia gracilis
Harrisia gracilis är en kaktusväxtart som först beskrevs av Philip Miller, och fick sitt nu gällande namn av Nathaniel Lord Britton. Harrisia gracilis ingår i släktet Harrisia och familjen kaktusväxter. Inga underarter finns listade i Catalogue of Life.

## Bildgalleri

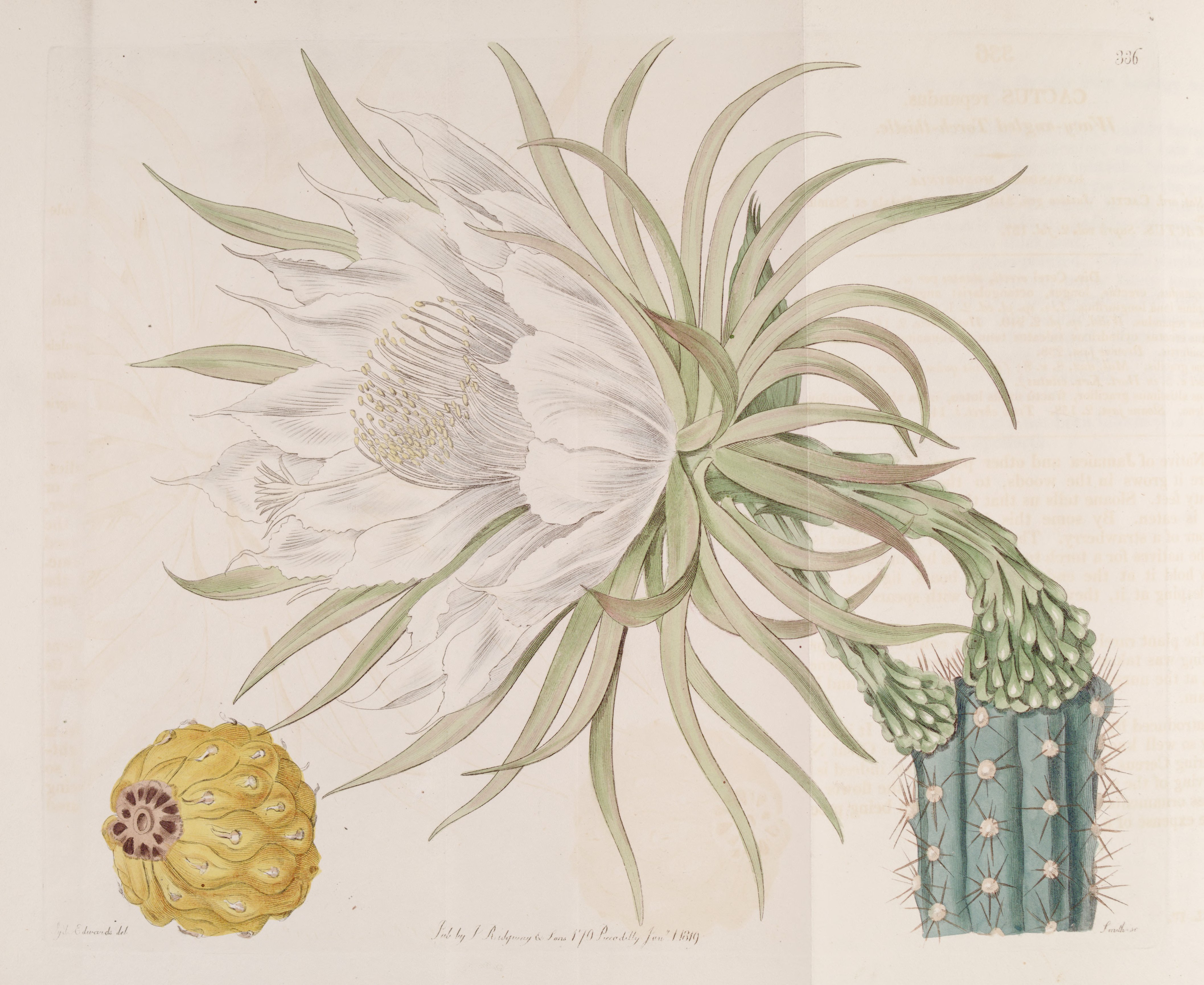
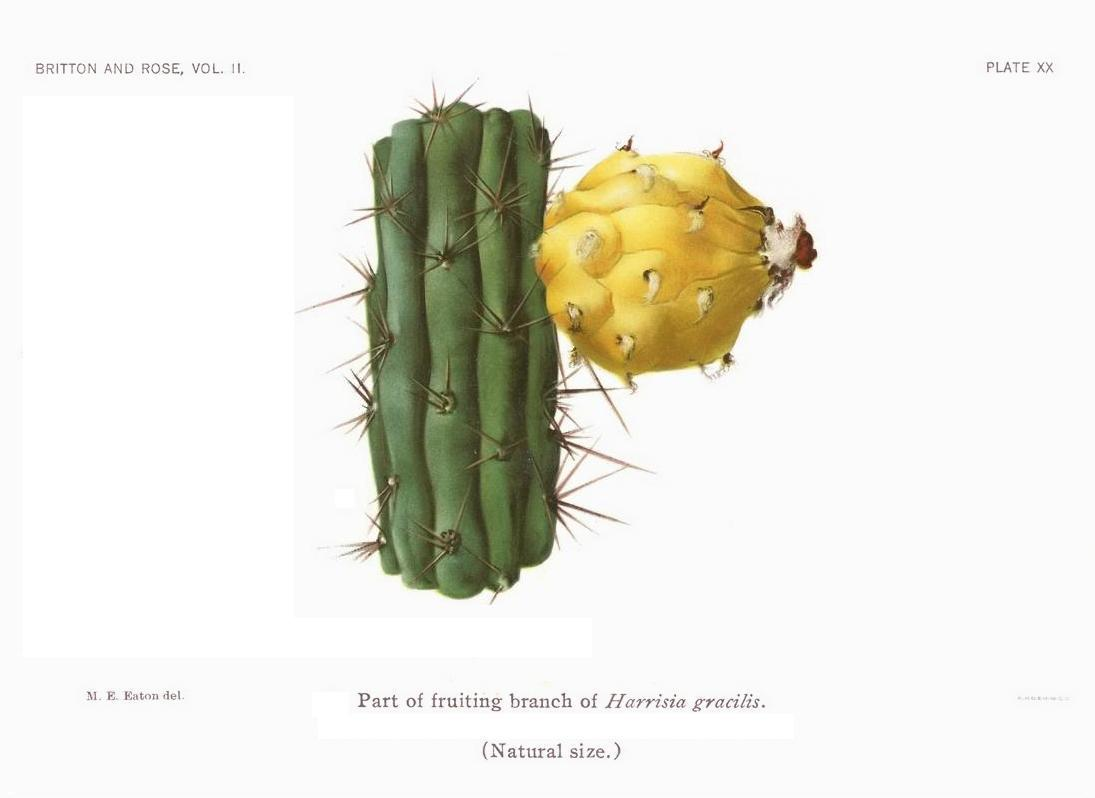
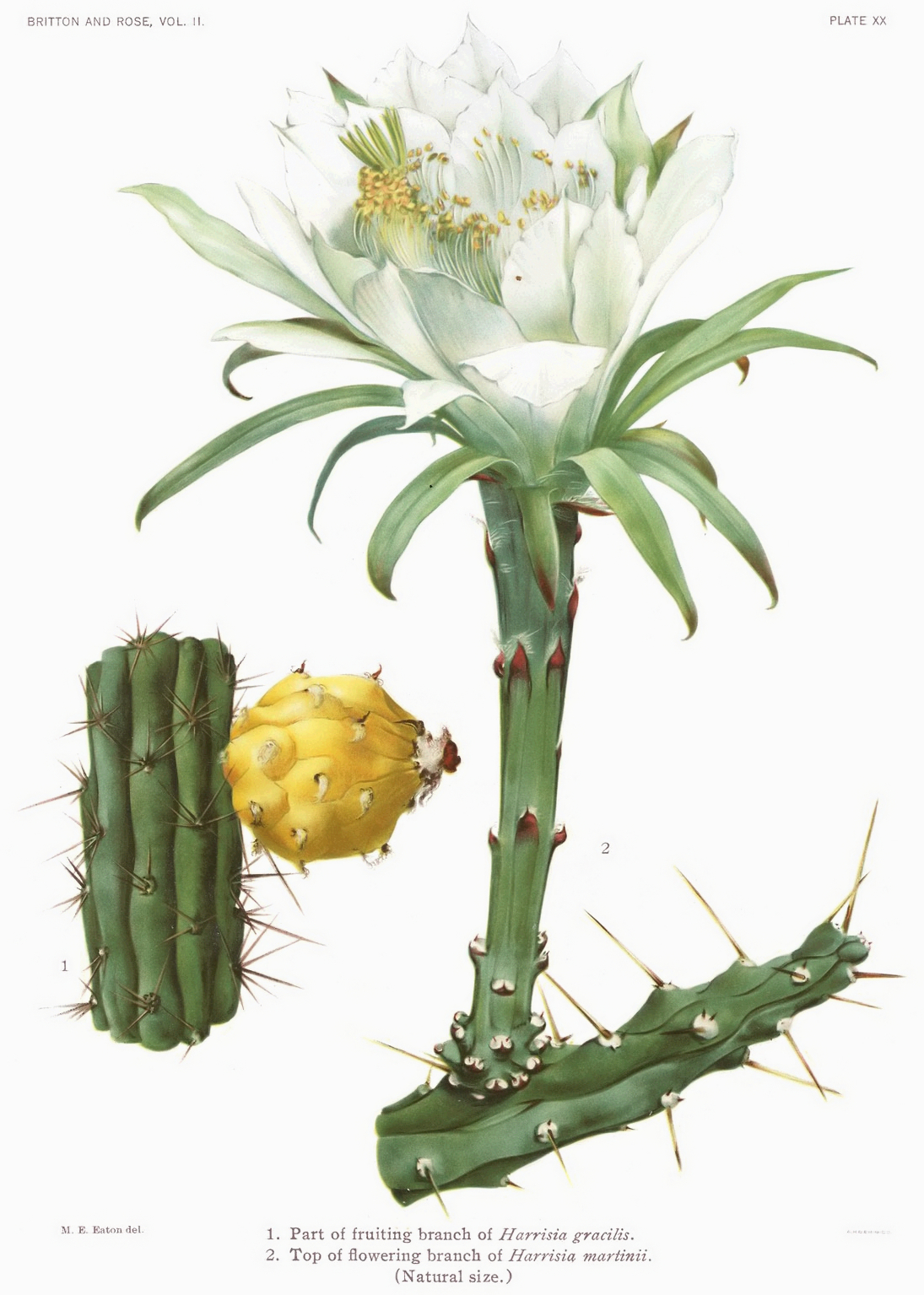
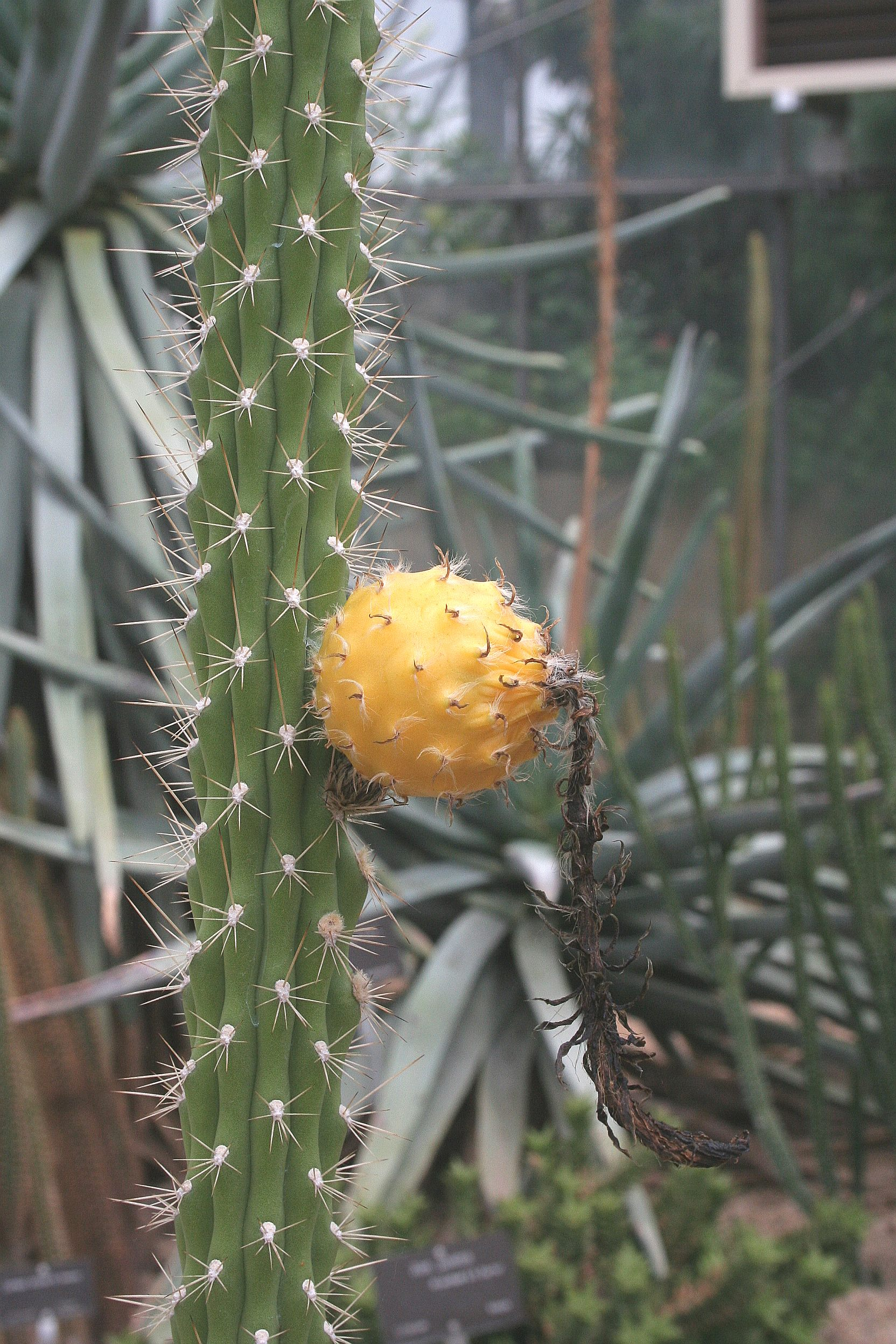
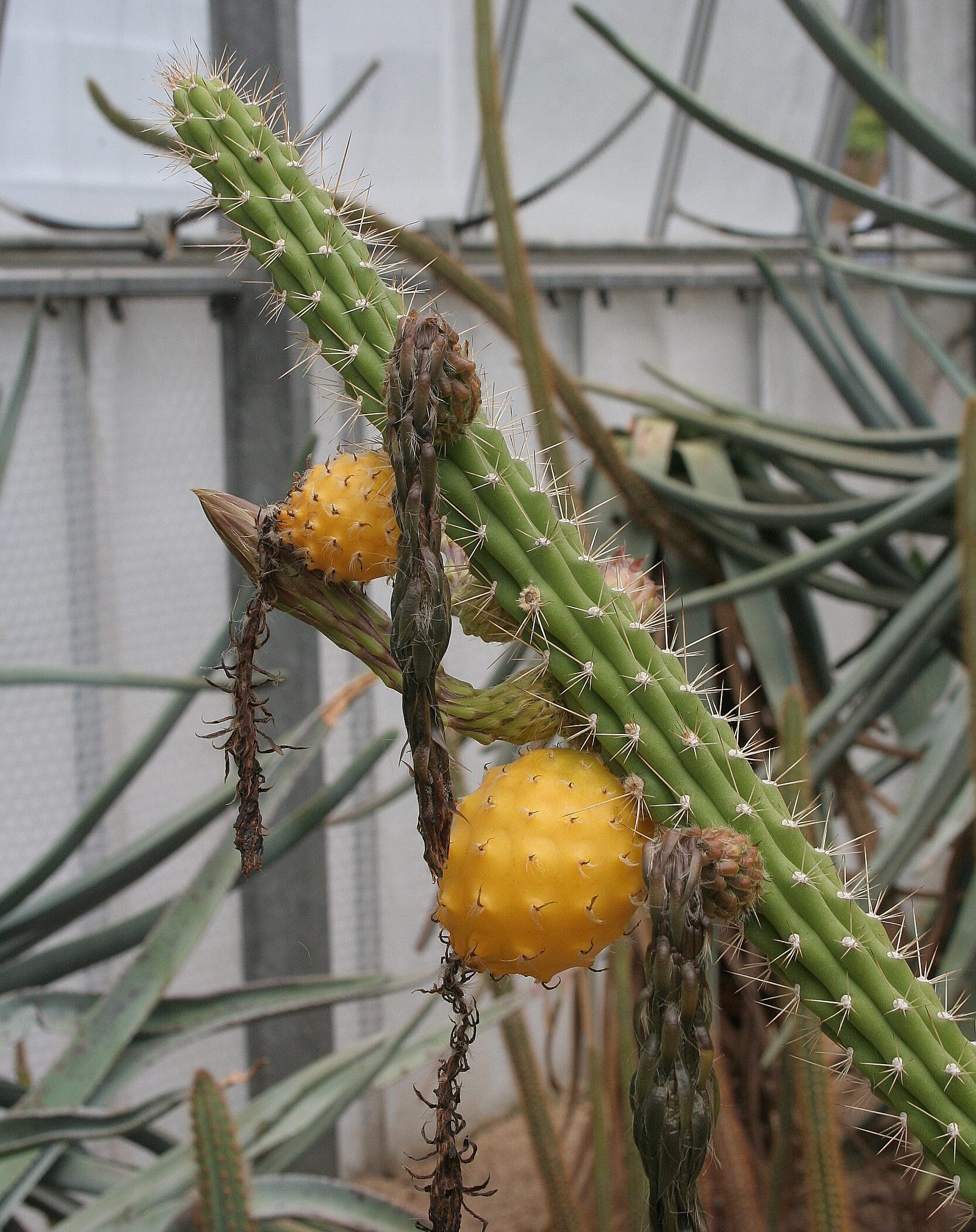